# Белокрили гуан
Белокрили гуан (лат. Penelope albipennis) је врста птице из рода , породице Cracidae. Белокрили гуан живи у регијама Ламбајеке, Кахамарка и Пиура у северозападном Перуу.
Велика је птица, дуг је око 70-80 cm. У појави је сличан ћуркама, с танким вратом и малом главом. Има тамносмеђе перје с белим перјем на крилима. Има бледе пеге на врату, горњем делу груди и крилима. Има огромно црвено грло. Кљун му је плаве боје с црним врхом, док је кожа око ока љубичаста.